# Рікардо Моніз
Рікардо Моніз (нід. Ricardo Moniz, нар. 17 червня 1964, Роттердам) — нідерландський футболіст, що грав на позиції захисника. По завершенні ігрової кар'єри — тренер. З 2024 року очолює тренерський штаб команди «Цюрих». Як футболіст грав за низку нідерландських клубів. Як тренер — чемпіон Австрії та володар Кубка Австрії.

## Ігрова кар'єра
Рікардо Моніз розпочав виступи на футбольних полях у 1981 році в складі команди «Ейндговен», в якій грав до 1984 року, взявши участь у 71 матчі чемпіонату. Протягом 1984—1988 років Моніз грав у складі клубу «Гарлем».
У 1988 році футболіст перейшов до команди «Валвейк», у складі якої грав до 1991 року, та став гравцем основного складу команди. Протягом 1991—1992 років захисник грав у команді «Екло». Завершив ігрову кар'єру Моніз у команді «Гелмонд Спорт», за яку виступав протягом 1992—1993 років.

## Кар'єра тренера
Невдовзі по завершенні кар'єри гравця Рікардо Моніз розпочав кар'єру тренера, 1994 року очоливши тренерський штаб клубу «Нуенен», де пропрацював з 1994 по 1997 рік. У 1997 році колишній футболіст отримав запрошення увійти до тренерського штабу збірної ОАЕ, де працював до 1998 року. У 1998 році Моніз повернувся на батьківщину, та увійшов до тренерського штабу клубу «Феєнорд». У 1999—2004 роках ідерландський тренер входив до тренерського штабу швейцарського клубу «Грассгоппер», а в 2005 році очолював молодіжну команду нідерландського клубу ПСВ. З 2005 до 2008 року Моніз входив до тренерського штабу англійського клубу «Тоттенгем Готспур».
У 2008 році Рікардо Моніз увійшов до тренерського штабу німецького клубу «Гамбург», де працював до 2010 року, в 2010 році нетривалий час очолював команду як виконуючий обов'язки головного тренера.
У 2011 року Моніз став головним тренером команди «Ред Булл», і в перший же рік роботи на чолі команди став з нею чемпіоном Австрії та володарем Кубка Австрії, однак через розбіжності з керівництвом клубу в 2012 році нідерландський фахівець вирішив покинути команду.
У 2012 році Рікардо Моніз очолив тренерський штаб угорського клубу «Ференцварош», з яким виграв Кубок угорської ліги, проте в кінці 2013 року нідерландський тренер залишив угорський клуб. На початку 2014 року Моніз очолив польський клуб «Лехія» (Гданськ), а в середині року перейшов на роботу до німецького клубу «Мюнхен 1860», у якому працював до кінця року. Протягом 2015 року нідерландський фахівець працював головним тренером англійської команди «Ноттс Каунті».
У 2016 році Рікардо Моніз очолив нідерландський клуб «Ейндговен», з яким пропрацював до 2017 року. У другій половині 2017 року нідерландський спеціаліст очолював тренерський штаб данської команди «Раннерс», а в 2018 році був головним тренером словацької команди «Тренчин».
У 2019 році Моніз очолив нідерландський клуб «Ексельсіор» (Роттердам), з яким працював до початку 2020 року. У 2021—2022 роках Рікардо Моніз працював із молодіжною командою німецького клубу «Гамбург». У 2022 році нідерландський тренер очолив угорський клуб «Залаегерсег», з яким виграв Кубок Угорщини. У другій половині 2023 року нідерландець очолював хорватський клуб «Славен Белупо». З початку 2024 року Рікардо Моніз очолює тренерський штаб швейцарської команди «Цюрих».

## Титули і досягнення

### Як тренера
- Чемпіон Австрії (1):

«Ред Булл»: 2011–2012
- Володар Кубка Австрії (1):

«Ред Булл»: 2011–2012
- Володар Кубка угорської ліги (1):

«Ференцварош»: 2012–2013
- Володар Кубка Угорщини (1):

«Залаегерсег»: 2022–2023